# لیزا پتری
لیزا پتری (انگلیسی: Lisa Petry؛ زادهٔ ۱۲ فوریهٔ ۲۰۰۱) بازیکن فوتبال اهل بلژیک است.
او همچنین در تیم‌های ملی فوتبال زنان بلژیک بازی کرده‌است.